# Goncourt-díj
A Goncourt-díj (Prix Goncourt) francia irodalmi díjat az év „legjobb és legfantáziadúsabb prózai művének” ajánlanak.
Edmond de Goncourt – a sikeres szerző, kritikus és kiadó – az egész vagyonát a Goncourt Akadémia alapítványára hagyományozta, amely 1903 óta ajánl fel díjat Edmond testvére és munkatársa, Jules Alfred Huot de Goncourt (1830–1870) tiszteletére. A döntőbizottság hagyományosan a Drouant étteremben (Chez Drouant) szokott összegyűlni minden hónap első keddjén. A díj, melyhez jelképesen csak egy 10 eurós csekket állítanak ki, hatalmas hírnévvel jár, és a szerző művei iránt ugrásszerűen megnő a kereslet.
A díjat egy szerző csak egy alkalommal kaphatja meg, egyszer azonban mégis előfordult, hogy valaki kétszer is megkapta. Romain Gary először 1956-ban a Les racines du ciel (Az ég gyökerei) című művéért vehette át a díjat, majd 1975-ben Émile Ajar álnéven ismét őt találták a legjobbnak La vie devant soi (Előttem az élet) című, magyarra is lefordított könyvéért. Gary megpróbálta visszautasítani a díjat, de Hervé Bazin, a döntőbizottság akkori elnöke kijelentette: „A Goncourt-díj olyan, mint a születés vagy a halál, sem elfogadni, sem elutasítani nem lehet”.
Néhány ismertebb díjazott író: Marcel Proust, Jean Fayard, Simone de Beauvoir, Georges Duhamel, Alphonse de Châteaubriant, Antonine Maillet.
Néhány alkalommal ellentmondásosan alakult a díjazás. Ezek közül a leghíresebb az 1919-es, Marcel Proustnak ítélt díj volt, ugyanis az olvasók Roland Dorgelès Les Croix de bois (Fa keresztek) című művére szavaztak (mely az I. világháborúról szólt), a következő okok miatt:
- a díjat ígéretes fiatal szerzőknek szokás adni, míg Proust már 48 éves volt;
- mindez az első világháború után történt, amelyben Dorgelès is harcolt, míg Proust asztmája miatt egészségügyileg alkalmatlan volt a harcra;
- Dorgelès regénye igencsak hazafias szellemben íródott, míg Prousté politikamentes társadalmi, pszichológiai eszmefuttatás volt.

Ezeket az érveket a mai kritika már teljesen átértékelte.

## Díjazottak
| Év   | Díjazott                    | Mű                                                       | Magyar cím                          |
| ---- | --------------------------- | -------------------------------------------------------- | ----------------------------------- |
| 1903 | John Antoine Nau            | Force ennemie                                            |                                     |
| 1904 | Léon Frapié                 | La Maternelle                                            |                                     |
| 1905 | Claude Farrère              | Les Civilisés                                            | Nyugati bestiák                     |
| 1906 | Jérôme et Jean Tharaud      | Dingley, l'illustre écrivain                             | Dingley, a híres-neves író          |
| 1907 | E. Moselly                  | Terres lorraines                                         |                                     |
| 1908 | Francis de Miomandre        | Écrit sur de l'eau...                                    |                                     |
| 1909 | Marius et Ary Leblond       | En France                                                |                                     |
| 1910 | Louis Pergaud               | De Goupil à Margot                                       |                                     |
| 1911 | Alphonse de Chateaubriant   | Monsieur des Lourdines                                   |                                     |
| 1912 | André Savignon              | Les Filles de la pluie                                   |                                     |
| 1913 | Marc Elder                  | Le peuple de la mer                                      |                                     |
| 1914 | Adrien Bertrand             | l'Appel du Sol                                           |                                     |
| 1915 | René Benjamin               | Gaspard                                                  |                                     |
| 1916 | Henri Barbusse              | Le Feu                                                   | A tűz                               |
| 1917 | Henri Malherbe              | La Flamme au poing                                       |                                     |
| 1918 | Georges Duhamel             | Civilisation                                             |                                     |
| 1919 | Marcel Proust               | A l'ombre des jeunes filles en fleur                     | Bimbózó lányok árnyékában           |
| 1920 | Ernest Pérochon             | Nêne                                                     |                                     |
| 1921 | René Maran                  | Batouala                                                 | Batuala, néger regény               |
| 1922 | Henry Béraud                | Le vitriol de la lune and Le martyre de l'obèse          |                                     |
| 1923 | L. Fabre                    | Rabevel ou Le mal des ardents                            |                                     |
| 1924 | Thierry Sandre              | Le Chèvrefeuille, le Purgatoire, le Chapitre XIII        | Iszalag                             |
| 1925 | Maurice Genevoix            | Raboliot                                                 |                                     |
| 1926 | H. Deberly                  | Le supplice de Phèdre                                    |                                     |
| 1927 | Maurice Bedel               | Jérôme 60° latitude nord                                 |                                     |
| 1928 | Maurice Constantin Weyer    | Un Homme se penche sur son passé                         |                                     |
| 1929 | Marcel Arland               | L'Ordre                                                  | Féltestvérek                        |
| 1930 | H. Fauconnier               | Malaisie                                                 |                                     |
| 1931 | Jean Fayard                 | Mal d'amour                                              | Szeretni gyötrelem                  |
| 1932 | Guy Mazeline                | Les Loups                                                |                                     |
| 1933 | André Malraux               | La Condition humaine                                     | Az ember sorsa                      |
| 1934 | Roger Vercel                | Capitaine Conan                                          |                                     |
| 1935 | Joseph Peyre                | Sang et Lumières                                         |                                     |
| 1936 | Maxence Van Der Meersch     | L'Empreinte de Dieu                                      |                                     |
| 1937 | Charles Plisnier            | Faux Passeports                                          |                                     |
| 1938 | Henri Troyat                | L'Araignée                                               |                                     |
| 1939 | Philippe Hériat             | Les enfants gâtés                                        |                                     |
| 1940 | Francis Ambrière            | Les grandes vacances                                     |                                     |
| 1941 | Henri Pourrat               | Le vent de mars                                          |                                     |
| 1942 | Marc Bernard                | Pareil à des enfants                                     | Viharos gyermekkor                  |
| 1943 | Marius Grout                | Passage de l'Homme                                       |                                     |
| 1944 | Elsa Triolet                | Le premier accroc coûte 200 Francs                       | Az első tépés kétszáz frankba kerül |
| 1945 | Jean-Louis Bory             | Mon village à l'heure allemande                          |                                     |
| 1946 | Jean-Jacques Gautier        | Histoire d'un Fait divers                                | Egy napihír története               |
| 1947 | Jean-Louis Curtis           | Les Forêts de la Nuit                                    |                                     |
| 1948 | Maurice Druon               | Les grandes familles                                     | Finom famíliák                      |
| 1949 | Robert Merle                | Week-end à Zuydcoote                                     | Két nap az élet                     |
| 1950 | Paul Colin                  | Les jeux sauvages                                        |                                     |
| 1951 | Julien Gracq                | Le Rivage des Syrtes                                     | A Szirtiszek partvidéke             |
| 1952 | Béatrix Beck                | Léon Morin, prêtre                                       |                                     |
| 1953 | Pierre Gascar               | Les Bêtes                                                |                                     |
| 1954 | Simone de Beauvoir          | Les Mandarins                                            | Mandarinok                          |
| 1955 | Roger Ikor                  | Les eaux mêlées                                          |                                     |
| 1956 | Romain Gary                 | Les racines du ciel                                      |                                     |
| 1957 | Roger Vailland              | La Loi                                                   | A törvény                           |
| 1958 | Francis Walder              | Saint Germain ou la Négociation                          |                                     |
| 1959 | André Schwarz-Bart          | Le dernier des Justes                                    | Igazak ivadéka                      |
| 1960 | Vintilă Horia               | Dieu est né en exil                                      |                                     |
| 1961 | Jean Cau                    | La pitié de Dieu                                         |                                     |
| 1962 | Anna Langfus                | Les bagages de sable                                     | Homokpoggyász                       |
| 1963 | Armand Lanoux               | Quand la mer se retire                                   |                                     |
| 1964 | Georges Conchon             | L'Etat sauvage                                           |                                     |
| 1965 | Jacques Borel               | L'Adoration                                              | Rajongás                            |
| 1966 | Edmonde Charles-Roux        | Oublier Palerme                                          | Feledni Palermót                    |
| 1967 | André Pieyre de Mandiargues | La Marge                                                 | A legkülső körön                    |
| 1968 | Bernard Clavel              | Les fruits de l'hiver                                    |                                     |
| 1969 | Félicien Marceau            | Creezy                                                   |                                     |
| 1970 | Michel Tournier             | Le Roi des Aulnes                                        | A Rémkirály                         |
| 1971 | Jacques Laurent             | Les Bêtises                                              |                                     |
| 1972 | Jean Carrière               | L'Epervier de Maheux                                     |                                     |
| 1973 | Jacques Chessex             | L'Ogre                                                   |                                     |
| 1974 | Pascal Lainé                | La Dentellière                                           | A csipkeverő lány                   |
| 1975 | Émile Ajar (Romain Gary)    | La vie devant soi                                        | Előttem az élet                     |
| 1976 | Patrick Grainville          | Les Flamboyants                                          |                                     |
| 1977 | Didier Decoin               | John l'enfer                                             |                                     |
| 1978 | Patrick Modiano             | Rue des boutiques obscures                               | A Sötét Boltok utcája               |
| 1979 | Antonine Maillet            | Pélagie la Charette                                      |                                     |
| 1980 | Yves Navarre                | Le Jardin d'acclimatation                                |                                     |
| 1981 | Lucien Bodard               | Anne Marie                                               |                                     |
| 1982 | Dominique Fernandez         | dans la main de l'Ange                                   |                                     |
| 1983 | Frédérick Tristan           | Les égarés                                               |                                     |
| 1984 | Marguerite Duras            | L'Amant                                                  | A szerető                           |
| 1985 | Yann Queffelec              | Les Noces barbares                                       |                                     |
| 1986 | Michel Host                 | Valet de nuit                                            |                                     |
| 1987 | Tahar ben Jelloun           | La Nuit sacrée                                           | A szentséges éjszaka                |
| 1988 | Erik Orsenna                | L'Exposition coloniale                                   |                                     |
| 1989 | Jean Vautrin                | Un grand pas vers le Bon Dieu                            |                                     |
| 1990 | Jean Rouaud                 | Les Champs d'honneur                                     | A dicsőség mezején                  |
| 1991 | Pierre Combescot            | Les Filles du Calvaire                                   |                                     |
| 1992 | Patrick Chamoiseau          | Texaco                                                   |                                     |
| 1993 | Amin Maalouf                | Le Rocher de Tanios                                      | Taniosz sziklája                    |
| 1994 | Didier Van Cauwelaert       | Un Aller simple                                          |                                     |
| 1995 | Andreï Makine               | Le Testament français                                    | A francia hagyaték                  |
| 1996 | Pascale Roze                | Le Chasseur Zéro                                         | Zéró vadász                         |
| 1997 | Patrick Rambaud             | La Bataille                                              | A csata                             |
| 1998 | Paule Constant              | Confidence pour confidence                               | Barátnők                            |
| 1999 | Jean Echenoz                | Je m'en vais                                             | Elmegyek                            |
| 2000 | Jean-Jacques Schuhl         | Ingrid Caven                                             | Ingrid Caven                        |
| 2001 | Jean-Christophe Rufin       | Rouge Brésil                                             | Brazilvörös                         |
| 2002 | Pascal Quignard             | Les Ombres errantes                                      | Vándorló árnyak                     |
| 2003 | Jacques-Pierre Amette       | La maîtresse de Brecht                                   | Brecht szeretője                    |
| 2004 | Laurent Gaudé               | Le Soleil des Scorta                                     | Scortáék napja                      |
| 2005 | François Weyergans          | Trois jours chez ma mère                                 | Három nap anyámnál                  |
| 2006 | Jonathan Littell            | Les Bienveillantes                                       | Jóakaratúak                         |
| 2007 | Gilles Leroy                | Alabama song                                             | Alabama Song                        |
| 2008 | Atiq Rahimi                 | Syngué Sabour. Pierre de patience                        | Türelemkő                           |
| 2009 | Marie NDiaye                | Trois Femmes puissantes                                  | Három erős nő                       |
| 2010 | Michel Houellebecq          | La Carte et le Territoire                                | A térkép és a táj                   |
| 2011 | Alexis Jenni                | L'art français de la guerre                              | A háború francia művészete          |
| 2012 | Jérôme Ferrari              | Le Sermon sur la chute de Rome                           | Intelem Róma bukásáról              |
| 2013 | Pierre Lemaître             | Au revoir là-haut                                        | Viszontlátásra odafönt              |
| 2014 | Lydie Salvayre              | Pas pleurer                                              | Nem sírni                           |
| 2015 | Mathias Énard               | Boussole                                                 | Iránytű                             |
| 2016 | Leïla Slimani               | Chanson douce                                            | Altatódal                           |
| 2017 | Éric Vuillard               | L'Ordre du jour                                          | Napirend                            |
| 2018 | Nicolas Mathieu             | Leurs enfants après eux                                  | Gyermekeik is utánuk                |
| 2019 | Jean-Paul Dubois            | Tous les hommes n'habitent pas le monde de la même façon |                                     |
| 2020 | Hervé Le Tellier            | L’Anomalie                                               | Anomália                            |
| 2021 | Mohamed Mbougar Sarr        | La plus secrète mémoire des hommes                       | Az emberek legtitkosabb emlékezete  |
| 2022 | Brigitte Giraud             | Vivre vite                                               | Gyorsan élni                        |
| 2023 | Jean-Baptiste Andrea        | Veiller sur elle                                         |                                     |
| 2024 | Kamel Daoud                 | Houris                                                   |                                     |

## Kapcsolódó szócikk
- Irodalmi díjak listája